# بينغت-أنديرس يوهانسون
بينغت-أنديرس يوهانسون هو سياسي سويدي، ولد في 1951 في Smålandsstenar ‏ في السويد. نشط حزبياً في حزب التجمع المعتدل.

## مناصب
- انتخب member of the Committee on European Union Affairs ‏ (4 أكتوبر 2013 – 29 سبتمبر 2014).
- انتخب Member of the Committee on Environment and Agriculture ‏ (12 أكتوبر 2010 – 12 أكتوبر 2010).
- انتخب Member of the Committee on Environment and Agriculture ‏ (10 أكتوبر 2006 – 4 أكتوبر 2010).
- انتخب member of the Committee on European Union Affairs ‏ (10 أكتوبر 2006 – 12 أكتوبر 2010).
- انتخب Member of the Committee on Environment and Agriculture ‏ (8 أكتوبر 2002 – 2 أكتوبر 2006).
- في الانتخابات العامة السويدية 2010 [الإنجليزية]‏، انتخب عضو البرلمان السويدي [الإنجليزية]‏ عن دائرة Jönköping County (Riksdag constituency) [الإنجليزية]‏ وقد انضم خلال فترته النيابية (4 أكتوبر 2010 – 29 سبتمبر 2014) للكتلة البرلمانية حزب التجمع المعتدل.
- في الانتخابات العامة السويدية 2006 [الإنجليزية]‏، انتخب عضو البرلمان السويدي [الإنجليزية]‏ عن دائرة Jönköping County (Riksdag constituency) [الإنجليزية]‏ وقد انضم خلال فترته النيابية (2 أكتوبر 2006 – 4 أكتوبر 2010) للكتلة البرلمانية حزب التجمع المعتدل.
- في الانتخابات العامة السويدية 2002 [الإنجليزية]‏، انتخب عضو البرلمان السويدي [الإنجليزية]‏ عن دائرة Jönköping County (Riksdag constituency) [الإنجليزية]‏ وقد انضم خلال فترته النيابية (30 سبتمبر 2002 – 2 أكتوبر 2006) للكتلة البرلمانية حزب التجمع المعتدل.